# Theliopsyche parva
Theliopsyche parva is een schietmot uit de familie Lepidostomatidae. De soort komt voor in het Nearctisch gebied.